# Hector Leroux

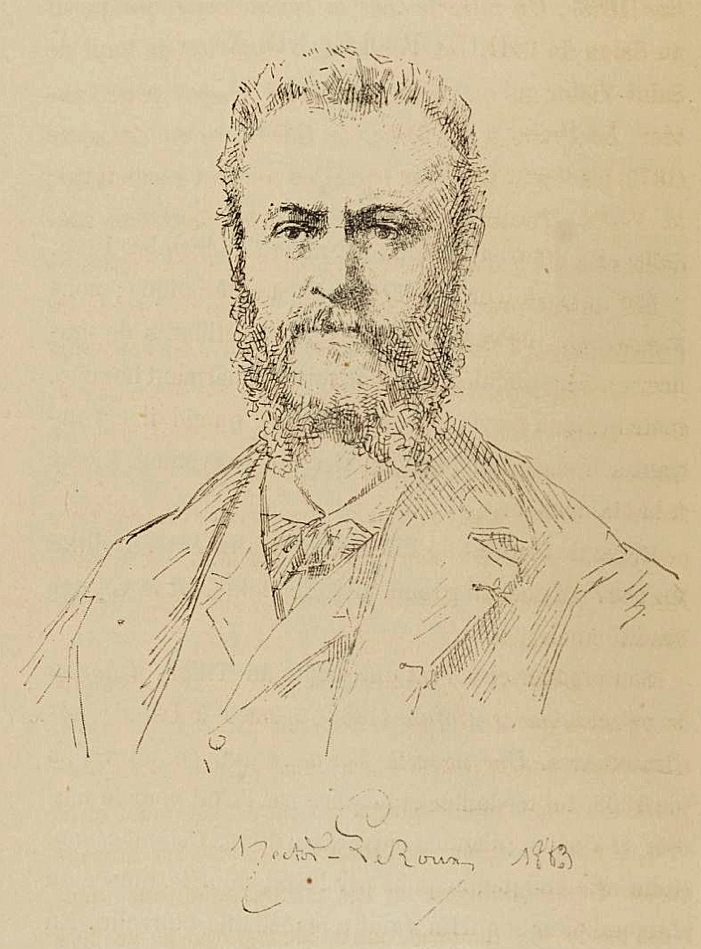
Tecknat självporträtt (1883).

Louis Hector Leroux, född den 27 december 1829 i Verdun, död den 11 november 1900 i Angers, var en fransk målare, bror till Eugène Leroux.
Leroux vann Rompriset 1857 och slöt sig till Gérômes riktning, de så kallade neogrekerna inom måleriet. Bland hans målningar är Likbegängelse i ett romerskt hus och Herculaneum kända från Luxembourgmuseet, andra verk av honom är En improvisatör hos Sallustius, Temistokles begravning samt Perikles och Aspasia på besök i Fidias ateljé. 